# Las Salinas, Chicomuselo
Las Salinas är en ort i Mexiko.   Den ligger i kommunen Chicomuselo och delstaten Chiapas, i den sydöstra delen av landet, 800 km sydost om huvudstaden Mexico City. Las Salinas ligger 589 meter över havet och antalet invånare är 205.
Terrängen runt Las Salinas är kuperad söderut, men norrut är den platt. Runt Las Salinas är det ganska glesbefolkat, med 34 invånare per kvadratkilometer. Närmaste större samhälle är Frontera Comalapa, 16,9 km sydost om Las Salinas. Omgivningarna runt Las Salinas är en mosaik av jordbruksmark och naturlig växtlighet.